# Вату, Жан
Жан Вату́ (фр. Jean Vatout; 26 мая 1791, Вильфранш-сюр-Сон — 3 ноября 1848, Ишер, Англия) — французский государственный и политический деятель, историк, прозаик, поэт, член Французской академии (Кресло № 4, 1848).

## Биография
Свою карьеру начал секретарём государственного деятеля Франции Франсуа-Антуана Буасси д’Англа. Служил библиотекарем герцога Орлеанского (позже Луи-Филиппа I), депутат с 1831 по 1840 год.
Во время возвращения к власти во Франции Наполеона I Вату был назначен заместителем префекта Либурна (департамент Жиронда) (1814). Позже занимал такую же должность в Семюр-ан-Осуа (Бургундия).
Когда последний французский король Луи-Филипп I был свергнут в 1848 году в ходе Весны народов и изгнан из страны, Вату весной того же года последовал за ним в изгнание в Ишер (Англия). Королева Великобритании Виктория предоставила Луи Филиппу и его семье в качестве резиденции загородную усадьбу Клермонт Хаус.
6 января 1848 года после нескольких попыток Французская академия избрала Жана Вату преемником умершего писателя и философа Пьера Симона Балланша (кресло 4).
Отравившись из-за изношенности свинцовых водопроводных труб в Клермонт-хаусе, Вату заболел и умер 3 ноября 1848 года. Похоронен в Ишере.
Вату был одним из первых, кто поддержал начинающего писателя Александра Дюма. Автор известной песни о мэре небольшого городка в Нормандии, прелесть которой заключается в забавной игре слов.

## Избранные произведения
- Les aventures de la fille d’un roi, racontées par elle-même (1820—1821): аллегорический рассказ
- Mémoires de M. le baron Pergami (1820)
- Les Gouvernements représentatifs au congrès de Troppau (1821)
- De l’Assemblée constituante (1822)
- Catalogue historique des tableaux appartenant au duc d’Orléans, 4 vol. (1823—1826)
- La nièce d’un roi (1824)
- Galerie lithographiée des tableaux du duc d’Orléans, 2 vol. (1824—1829)
- Stanislas de Girardin (1827)
- Les polissons (1827)
- Histoire du Palais Royal (1830)
- L’idée fixe, (1830): роман
- La conspiration de Cellamare, (1832): роман
- ouvenirs historiques des résidences royales de France, (1837—1846): исторический труд в 7 томах
- Le château d’Eu (1844)